# Hans Kämper
Hans Kämper (* 26. Februar 1949 in Kamp-Lintfort) ist ein deutscher Jazzposaunist und Komponist. Er zählt seit den 1970er-Jahren zu den herausragenden deutschen Protagonisten seines Instrumentes.

## Leben
Kämper studierte Posaune und Gitarre an der Hochschule für Künste Bremen.
In den 1970er Jahren war er Mitglied von „Annexus Quam“, einer legendären Krautrock-Band. Die Band gilt als erste deutsche Rockcombo, die live in Japan spielte.
Kämper spielte in zahlreichen weiteren Bands wie „Jazzcomponium“ und „Quartett & Brass“. Letztere existierte rund 20 Jahre, war international anerkannt, legte einige CDs, stets mit Kompositionen Kämpers, vor.
Zudem spielte er mit Gunter Hampel, Albert Mangelsdorff, Craig Harris, Günter Sommer und Perry Robinson.
Kämper lehrte 25 Jahre an der Universität Bremen und der Hochschule für Künste in Bremen. Zudem unterrichtete er über 40 Jahre an der Städtischen Musikschule Delmenhorst, wo er den Fachbereich Jazz & Pop leitete.
1989 gründete er das Jazzfest Delmenhorst und war dessen künstlerischer Leiter bis 2007. Für das Jazzfest konnte er stets internationale Jazzgrößen gewinnen.
Aktuell spielt er im Posaunenquartett tb4 und dem hcl-Ensemble. Mit dem hcl-Ensemble spielt Kämper regelmäßig in der Reihe Gehörgänge im Wilhelm 13 in Oldenburg. Zudem leitet er seit über 30 Jahren die Big Band Jazz Invaders, die landesweit und auch bei Auftritten im Ausland Beachtung findet. Mit seiner Formation Slide Movements Orchestra, die acht Posaunisten umfasste, legte er 2003 das Album Hans Kämper Slide Movements Orchestra bei Laika Records auf.

## Diskografie
- Annexus Quam, Osmose 1970 LP Ohr-Label; 1995 CD Spalax; 1999 CD ZYX Music; 2005 CD Ohr-Label, 2008 LP Wah-Wah Records Sound
- Annexus Quam, Beziehungen 1972 LP Ohr-Label, 1981 LP Ohr-Label, 1993 CD Spalax, 1999 CD ZYX Music, 2008 LP Wah-Wah Records Sound
- Slide Movements Orchestra, Hans Kämper Slide Movements Orchestra, Laika Records CD, 2003
- tb4 - trombone ensemble, Brandon Creek, d`c records Bremen CD, 1998
- HCL Ensemble, 13, Hybrid Records CD 19, 1998
- Quartett & Brass, More Than Four, Core CD, 1990
- Quartett & Brass, Culloo, Core CD, 1989
- Quartett & Brass, Coral for Nelson Mandela, EC Verlag LP Album, 1987
- Quartett & Brass, Recycling, View Records LP Album, 1980